# Камынин, Иван Богданович
Иван Богданович Камынин (Комынин) (р. 1612/15, ум. в январе 1678, в некоторых источниках годом смерти ошибочно указан 1682) — российский государственный деятель, думный дворянин и казначей (с 1676).

## Биография
Сын Богдана (Дорофея) Ивановича Камынина, который был воеводой в Соликамске и Перми (1637), в Калуге (1654).
В 1630 г. упоминается как жилец. С декабря 1632 г. дворянин московский с поместным окладом 450 четей. С 1636 года — стольник.
В 1646—1947 вместе с Н. Т. Нармацким составил переписную книгу города Балахна и Балахнинского уезда.
В 1648—1650 гг. первый воевода Симбирска.
С августа 1652 по февраль 1653 года на службе во Владимирском судном приказе.
В конце марта 1653 года вместе с окольничим Иваном Ивановичем Лобановым-Ростовским и дьяком Василием Нефедьевым в качестве посла был направлен в Персию, с официальной должностью наместника Коломенского. Основной задачей посольства было известие о том, что шемахинский хан Хосрев планировал поход на Терек и Астрахань. В марте 1654 года посланники добрались до Фахрабада, где прошла их встреча с шахом. В результате переговоров были в урегулированы приграничные конфликты.
Принимал участие в Русско-шведской войне (1656—1658).
С января 1659 по сентябрь 1662 года воевода в Верхотурье.
С 1664 по 1676 год судья Каменного приказа.
С 1676 года думный дворянин и казначей при Фёдоре Алексеевиче.
Умер в январе 1677 года (во многих публикациях, в том числе у Половцева, ошибочно указывается 1682 год). 
Отпевание и похороны прошли 18 января в Москве, в церкви Святых Чудотворцев Космы и Дамиана на Тверской улице.

## Семья
- жена — Феодора Ивановна
- дочери

## Владения
В Верейском, Козельском, Кромском, Московском, Муромском, Рязанском и Боровском уездах.